# Rob Huebel
Rob Huebel (Alexandria, Virginia; 4 de junio de 1969) es un actor, comediante y guionista estadounidense, más conocido por su trabajo en la serie cómica Gigante humano.
Actualmente es la coestrella de la serie Hospital Infantil.
Recientemente, Huebel ha aparecido en varias películas, como The Other Guys, Life as we know it, Little Fockers, Despicable Me, Los descendientes y Como ser un Latin Lover.